# Johannes Moser (Politiker)
Johannes Moser (* 26. Februar 1839 in Grossandelfingen; † 13. September 1900 in Kleinandelfingen) war ein Schweizer Politiker.
Als Sohn eines Müllers geboren, besuchte er von 1854 bis 1855 die Kantonsschule Zürich, brach aber die darauffolgende Lehre als Müller aus gesundheitlichen Gründen ab und absolvierte ein  Landwirtschaftspraktikum auf Schloss Teufen in Freienstein-Teufen. Im Jahr 1863 wurde er in den Gemeinderat gewählt und war zwischen 1866 und 1870 Gemeindepräsident von Kleinandelfingen. In den Jahren 1865/66 war er Präsident des Kreisgerichts und von 1870 bis 1899 Bezirksstatthalter von Andelfingen. Zwischen 1864 und 1900 bekleidete Moser Funktionen in den Schulbehörden der Gemeinde und des Bezirks. Zudem war er zwischen 1875 und 1899 demokratischer Nationalrat und war im Zentralkomitee der Demokratischen Partei. Als früher Anhänger der Demokratischen Bewegung vertrat Moser eine gemässigte Linie. Er gehörte lange dem Büro des Nationalrats und mehreren eidgenössischen Kommissionen für Expropriationen an.
Sein Schwager war der Zürcher Gerichtspräsident und Politiker Jakob Fehr.